# Fantozzi – Il ritorno
Pour plus de détails, voir Fiche technique et Distribution.
Fantozzi – Il ritorno, est une comédie italienne réalisée par Neri Parenti et sortie en 1996 ; il s'agit du neuvième chapitre de la saga des aventures du personnage fictif Ugo Fantozzi.

## Synopsis
À cause du manque de place au paradis, un ange qui ressemble au secrétaire du PDS à l'époque du film, Massimo D'Alema, renvoie Fantozzi sur terre, non pas pour recommencer tout à zéro, mais pour vivre comme s'il n'était pas mort.
1. Fantozzi se réveille donc devant son épouse encore habillée en deuil, qui l'envoie chercher leur petite fille Uga à la sortie de l'école : comme toujours, des aventures rocambolesques sont l'occasion d'un certain retard. À peine rentrés, celle-ci disparaît, et on apprend qu'elle a été enlevée, et que la rançon est justement le prix d'une vespa dont elle rêvait : la rançon payée, Uga réapparaît précisément avec ce moyen de transport nouveau.
2. Fantozzi déprimant à cause de son "andropause", s'adonne au téléphone érotique, ce que découvre son épouse, qui pour payer les notes de téléphone, se prête à ce commerce sous le nom de "Jessica" ; Ugo tombe dans les filets de cette voix suave, et découvre que c'est son épouse, et que cela peut rapporter de l'argent.
3. Fantozzi rencontre sa dulcinée, Mlle Silvani qui prétend être enceinte de lui pour lui extorquer 5 millions de Lires, mais en fait c'est pour se payer une opération de chirurgie esthétique : Ugo se console avec le coussin qu'elle portait sur son ventre, qu'il appelle Ugo II cœur de lion
4. Alors que le directeur de la Megaditta est accusé de corruption, Fantozzi est impliqué dans le procès et condamné à 20 ans de prison, puis est libéré grâce à ce même directeur devenu entre-temps ministre de la justice.
5. Lors de sa libération, Fantozzi veut aller voir le mondial de football, mais le paradis le réclame : une place s'est libérée, un peu isolée, malgré une pause publicitaire introduite par un ange ressemblant étrangement au chef de l'opposition d'alors, Silvio Berlusconi.

## Fiche technique
- Réalisateur : Neri Parenti
- Scénario : Leonardo Benvenuti, Piero De Bernardi, Paolo Villaggio, Neri Parenti, Alessandro Bencivenni, Domenico Saverni
- Producteur : Fulvio Lucisano, Vittorio Cecchi Gori, Rita Rusic
- Photographie : Sandro D'Eva
- Effets spéciaux : Aldo Frollini
- Montage : Sergio Montanari
- Musique : Bruno Zambrini
- Date de sortie : 1996
- Durée : 96 min
- Genre : comédie

## Distribution
- Paolo Villaggio : Ugo Fantozzi
- Milena Vukotic : Pina Fantozzi
- Gigi Reder : Filini
- Maria Cristina Maccà : Mariangela Fantozzi / Uga
- Anna Mazzamauro : Mlle Silvani
- Paolo Paoloni : Duc Comte Directeur Balabam
- Angelo Bernabucci : employé des Telecom
- Maurizio Mattioli : chirurgien plastique
- Antonio Allocca : contrôleur du train
- Walter Nudo : ange à la porte du paradis
- Neri Parenti : détenu en train de manger
- Fabio Traversa : pécheur
- Sergio Gibello : magistrat
- Gianni Franco : commissaire de police
- Albert Colajanni : ange Massimo D'Alema
- Maurizio Antonini : ange Silvio Berlusconi
- Achille Brugnini : médecin sexologue
- Giulio Massimini
- Piero Vivaldi
- Laura Lenghi : voix sensuelle au téléphone

## Remarques
- Dans ce film, Maria Cristina Maccà remplace Plinio Fernando pour jouer la fille Mariangela et la petite fille Uga d'Ugo Fantozzi ; c'est aussi la dernière fois que Gigi Reder joue le rôle de Filini, puisqu'il mourra en 1998.
- En 1997, par respect pour une jeune femme de Civitanova Marche décédée en 1996 à cause d'événements semblables à la scène des jeunes qui jettent des cailloux sur les voitures de l'autoroute, la scène fut censurée lors de la projection du film au Cinéma Rossini, dans la ville de la défunte [1].
- La scène où Fantozzi est cerné par des policiers armés répète une scène de Fracchia la belva umana.

## Référence de traduction
- (it) Cet article est partiellement ou en totalité issu de l’article de Wikipédia en italien intitulé « Fantozzi – Il ritorno » (voir la liste des auteurs).